# Carl Axel Torén
Ej att förväxla med sonsonen, översten och idrottaren Carl-Axel Torén.
Carl Axel Torén, född 2 oktober 1813 i Stockholm, död 15 december 1904 i Uppsala domkyrkoförsamling, Uppsala, var teologie professor och domprost i Uppsala. 
Torén blev student vid Uppsala universitet 1830, filosofie magister 1836, prästvigdes 1839, avlade teologie kandidatexamen 1844 samt utnämndes till docent 1844 i homiletik och 1845 i pastoralteologi. Efter att 1849 ha blivit teologie adjunkt och kyrkoherde i Uppsala Näs, avlade han 1852 den efter då gällande statuter ytterst sällsynta teologie licentiatexamen och blev 1853 professor i pastoralteologi samt kyrkoherde i Heliga Trefaldighets församling. Med bibehållande av sitt ämne blev han 1865 förste teologie professor och domprost, från vilka befattningar han 1889 avgick. Torén blev teologie doktor 1860 och filosofie jubeldoktor 1886. Han bevistade kyrkomötena 1868, 1873, 1878 och 1888. 
Torén var ledamot av 1883 års psalmbokskommitté. Han fanns representerad i Nya psalmer 1921 med tre verk (nr 520, 599 och 662) och i 1937 års psalmbok med fyra verk (nr 95, 364, 578, 596), men inte i 1986 års psalmbok.
Carl Axel Torén är begraven på Uppsala gamla kyrkogård. Han var son till justitierådet Magnus Torén och far till gneralmajor Gabriel Torén.

## Psalmer
- Hemlandstoner mäktigt ljuda (1921 nr 662, 1937 nr 578)
- Jerusalem, du högtbelägna stad (1937 nr 596)
- Ju större kors, ju bättre kristen (1921 nr 599, 1937 nr 364)
- O huvud, blodigt, sårat (1921 nr 520, 1937 nr 95) bearbetning som inte uppges i 1986 års psalmbok (1986 nr 144)